# Fagonia
Fagonia es un género de plantas con flores perteneciente a la familia Zygophyllaceae. 

## Descripción
Difusamente ramificados, basalmente sufrutice, hierbas anuales o perennes. Hojas opuestas, simples o 1-3 palmeadas (-7)-folioladas; estípulas a menudo espinosas y aciculares; foliolos enteros mucronados. Inflorescencia de flores axilares solitarias. Las flores pediceladas, actinomorfas, hipóginas, pentámeras, de color rosa, púrpura-rosa o violeta, raramente amarillo;  disco diminuto. Cápsula profundamente 5-angular, piramidal o globular,  dehiscente. Las semillas erectas, ampliamente oblongas, comprimidas con endosperma córneo y testa mucilaginosa; embrión recto, los cotiledones ovales.

## Taxonomía
El género fue descrito por Carlos Linneo y publicado en Species Plantarum 1: 386. 1753.
Etimología
Fagonia: nombre genérico que fue nombrado en honor de Guy-Crescent Fagon, botánico y primer médico de Luis XIV (1638-1718).

## Especies seleccionadas
| - Fagonia acerosa - Fagonia arabica - Fagonia bruguieri - Fagonia charoides - Fagonia chilensis - Fagonia cretica - Fagonia densa - Fagonia glutinosa - Fagonia gypsophila - Fagonia hadramautica - Fagonia harpago - Fagonia indica - Fagonia laevis - Fagonia lahovarii - Fagonia latifolia - Fagonia latistipulata | - Fagonia longispina - Fagonia luntii - Fagonia mahrana - Fagonia minutistipula - Fagonia mollis - Fagonia olivieri - Fagonia orientalis - Fagonia pachyacantha - Fagonia palmeri - Fagonia paulayana - Fagonia rangei - Fagonia scabra - Fagonia scoparia - Fagonia subinermis - Fagonia villosa - Fagonia zilloides |